# Дубраве (Поєзер'є)
43°07′ пн. ш. 17°28′ сх. д. / 43.11° пн. ш. 17.47° сх. д.
Дубраве (хорв. Dubrave) — населений пункт у Хорватії, у Дубровницько-Неретванській жупанії у складі громади Поєзер'є.

## Населення
Населення за даними перепису 2011 року становило 0 осіб.
Динаміка чисельності населення поселення: